# Mari Possa
Mari Possa, född den 21 januari 1980 i San Miguel, El Salvador, är en porrskådespelerska och reality-TV-personlighet som har vunnit ett flertal utmärkelser inom sexindustrin.

## Utmärkelser och nomineringar (ett urval)
- 2005 AVN Award. Nominerad för bästa gruppsexscen.
- 2006 AVN Award. Nominerad för bästa tjejsexscen.

## Filmografi
- Strictly Business
- It's Raining Tushy Girls
- International Tushy
- Jamaican Me Horny
- Anal Gang Bang
- Seymore Butts Welcum to Casa Butts Again
- Bottom Feeders
- Blue Film
- The Anal Interpreter